# The Secret (EP de Austin Mahone)
The Secret é o segundo EP do cantor, compositor, ator e dançarino estadunidense Austin Mahone. O seu lançamento ocorreu em 27 de maio de 2014 através da Cash Money e Republic Records. O disco possui uma sonoridade inspirada por gêneros como pop, R&B, electronica; enquanto a sua instrumentação é composta por bateria, cordas, baixo, guitarra acústica e guitarra elétrica. As gravações do projeto ocorreram entre 2013 de 2014 sob a produção do próprio cantor juntamente a Rocco Valdes, Michael Blumstein, David Abram, RedOne, Bryan "Baby Birdman" Williams, Ronald "Slim Tha Don" Williams, Austin Mahone, Jimmy Joker, The Futuristics, Cook Classics, Alex Schwartz, Fredrik Thomande,r Tiny Island e Maejor Ali.
Para promover o disco, um single foi lançado, "Mmm Yeah", liderando tabela nos Estados Unidos.

## Antecedentes e desenvolvimento
Em entrevista à Billboard em 4 de novembro de 2013, Mahone informou a revista que o álbum iria ter uma colaboração especial com Flo Rida e talvez um ou dois outros também. Ele acrescentou: "Está ficando incrível – estão somente tentando fazer cada pequenino detalhe perfeito para meus fãs." A direção do EP relembra um som e temas da música pop dos anos 90 e tem claras influências de Britney Spears, Backstreet Boys e *NSYNC.

## Composição
De acordo com Mahone, o som é uma mistura de pop, R&B, electronica e Backstreet Boys. Quando perguntado sobre o EP em uma entrevista à MTV News, ele disse que as canções em seu próximo álbum "soariam como "What About Love", como o EDM, como eu disse, velha escola/nova escola." Escrito por So So Gay, David Lim observou o som do EP a ser influenciado pelo produtor pop sueco Max Martin, que criou músicas para estrelas adolescente do final da década de 90,, tais como Britney Spears, Backstreet Boys e *NSYNC. Lim mais tarde chamou o EP de "um grito de músicas brilhantes como neon", e falou: "as melodias cativantes e batidas eletrônicas combinam com a própria persona de Austin, elegante e que sabe cantar e dançar, mas às vezes ele levanta um muro entre ele e o ouvinte."
"Mmm Yeah" é uma dance music que contém um "redemoinho" de produção, trompetes influenciados do funk, um quatro de percussão-pesado no chão batida de electropop e influências de Chicago house, hip-hop e música latina. Liricamente, a canção fala de ser rejeitado por uma mulher atraente, andando por uma rua: "nós podemos fazer o que quiser / fazer o que quiser / quando ela passou por mim, eu disse 'Ei, Ei, ei' diga-me de onde você é e onde você quer ir / ela passou por mim como se eu não tivesse dito uma palavra". "All I Ever Need"é um "breezy" de R&B e pop slow jam.

## Singles
O primeiro single, "Mmm Yeah", foi lançado em 26 de janeiro de 2014 e apresenta participação do rapper Pitbull.

### Singlespromocionais
"Till I Find You" foi lançada com o primeiro single promocional em 18 de abril de 2014 durante o programa de rádio On Air With Ryan Seacrest. A canção também se encontra no Just Dance 2015.
"All I Ever Need" foi lançado como segundo single promocional em 13 de maio de 2014.
"Shadow" foi lançado como terceiro single promocional em 26 de maio de 2014. was released as the third promotional single on May 26, 2014. Ele foi estreou com uma performance no The Today Show, juntamente com as performances de "Mmm Yeah" e "What About Love". Mahone lançou o vídeo oficial através da VEVO em 29 de maio de 2014.

## Recepção crítica
| Críticas profissionais | Críticas profissionais |
| Avaliações da crítica  | Avaliações da crítica  |
| Fonte                  | Avaliação              |
| ---------------------- | ---------------------- |
| Allmusic               | [ 20 ]                 |
| Billboard              | [ 21 ]                 |
| Rolling Stone          | [ 22 ]                 |
| USA Today              | [ 23 ]                 |

Em sua revisãi do EP, Elysa Gardner do USA Today deu uma resposta mista, dizendo: "Chamá-lo de "baby Bieber" não seria justo; as melodias cativantes genericamente remetem para N' Sync, Backstreet Boys e até as crianças de novo. Seu anseio cremoso deve definir corações de jovens agitadas."

## Desempenho comercial
O álbum estreou no #5 na Billboard 200 com vendas na primeira semana de 46.000 cópias. A partir de novembro de 2014, The Secret já havia vendido 100.000 cópias, cumulativamente, nos Estados Unidos.

## Lista de faixas
| Edição padrão  |                                         | |                                         |         |  |
| N.º            | Título                                  | Compositor(es) | Produtor(es)                            | Duração |  |
| 1.             | "Till I Find You"                       | Austin Mahone, RedOne, Ameerah Roelants, Mika Guillory, Jimmy Joker, AJ Junior, Bilal "The Chef" Hajji                                                   | RedOne, Joker                           | 3:00    |  |
| 2.             | "Next to You"                           | Mahone, RedOne, Joker, Björn Djupstrom | RedOne, Joker                           | 3:04    |  |
| 3.             | "Mmm Yeah feat. Pitbull"                | Mahone, Armando Pérez, Alex Schwartz, Joe Khajadourian, William Lobban-Bean, Ethan Lowery, Lamar Mahone, Keith Mayberry, Craig Simpkins, Lidell Townsell | The Futuristics Cook Classics Schwartza | 3:51    |  |
| 4.             | "Secret"                                | Mahone, RedOne, Joker, Mika Guillory, Rivington, Starchild Junior                                                                                        | RedOne, Joker                           | 3:18    |  |
| 5.             | "Can't Fight This Love"                 | Mahone, RedOne, Aleena Gibson, Kevin Högdahl, Fredrik Thomander                                                                                          | RedOne, Thomander                       | 2:46    |  |
| 6.             | "All I Ever Need"                       | Mahone, Robert Villanueva | Mahone                                  | 3:33    |  |
| 7.             | "The One I've Waited For (Faixa Bônus)" | Mahone RedOne Tiny Island AJ Junior | RedOne, Tiny Island                     | 3:39    |  |
| 8.             | "Shadow - Acústico (Faixa Bônus)"       | Mahone Gibson Roelants | RedOne, Thomander                       | 4:48    |  |
| 9.             | "What About Love (Faixa Bônus)"         | |                                         |         |  |
| Duração total: | Duração total:                          | Duração total: | Duração total:                          | 27:04   |  |

| Faixas bônus internacionais |                   |                                                                  |                |         |  |
| N.º                         | Título            | Compositor(es)                                                   | Produtor(es)   | Duração |  |
| 9.                          | "What About Love" | Mahone, RedOne, Joker, Junior Hajji, Mohombi Moupondo, Starchild | RedOne         | 3:23    |  |
| Duração total:              | Duração total:    | Duração total:                                                   | Duração total: | 29:03   |  |

| Edição japonesa |                                                  | |                |         |  |
| N.º             | Título                                           | Compositor(es) | Produtor(es)   | Duração |  |
| 10.             | "U"                                              | Mahone, Brandon Green | Maejor Ali     | 3:36    |  |
| 11.             | "Mmm Yeah (com Pitbull) (Remix de Jump Smokers)" | Mahone, Armando Pérez, Alex Schwartz, Joe Khajadourian, William Lobban-Bean, Ethan Lowery, Lamar Mahone, Keith Mayberry, Craig Simpkins, Lidell Townsell |                | 4:22    |  |
| Duração total:  | Duração total:                                   | Duração total: | Duração total: | 29:03   |  |

| Faixas bônus da edição japonesa |                                                  | |                |         |  |
| N.º                             | Título                                           | Compositor(es) | Produtor(es)   | Duração |  |
| 10.                             | "U"                                              | Mahone, Brandon Green | Maejor Ali     | 3:36    |  |
| 11.                             | "Mmm Yeah (com Pitbull) (Remix de Jump Smokers)" | Mahone, Armando Pérez, Alex Schwartz, Joe Khajadourian, William Lobban-Bean, Ethan Lowery, Lamar Mahone, Keith Mayberry, Craig Simpkins, Lidell Townsell |                | 4:22    |  |
| Duração total:                  | Duração total:                                   | Duração total: | Duração total: | 29:03   |  |

| Edição DVD deluxe japonesa |                                        |                |              |         |  |
| N.º                        | Título                                 | Compositor(es) | Produtor(es) | Duração |  |
| 1.                         | "Mmm Yeah (com Pitbull) (videoclipe)"  |                |              |         |  |
| 2.                         | "What About Love (videoclipe)"         |                |              |         |  |
| 3.                         | "Mmm Yeah (com Pitbull) (lyric video)" |                |              |         |  |
| 4.                         | "Mmm Yeah (com Pitbull) (ao vivo)"     |                |              |         |  |
| 5.                         | "What About Love (ao vivo)"            |                |              |         |  |
| 6.                         | "Behind the Scenes in Japan"           |                |              |         |  |

Notas
- ↑a  significa um produtor vocal

## Paradas semanais
| Parada (2014)                  | Melhor posição |
| ------------------------------ | -------------- |
| Austrália (ARIA)               | 74             |
| Bélgica (Ultratop Flandres)    | 60             |
| Bélgica (Ultratop Valônia)     | 129            |
| Canadá (Billboard)             | 11             |
| Dinamarca (Hitlisten)          | 18             |
| França (SNEP)                  | 85             |
| Países Baixos (Dutch Charts)   | 42             |
| Itália (FIMI)                  | 12             |
| México (Top 100 Mexico)        | 26             |
| Noruega (VG-lista)             | 11             |
| Espanha (PROMUSICAE)           | 27             |
| Estados Unidos (Billboard 200) | 5              |

### Certificações
| Região                                                                                             | Certificação | Vendas  |
| -------------------------------------------------------------------------------------------------- | ------------ | ------- |
| México (AMPROFON)                                                                                  | Ouro         | 50,000^ |
| *números de vendas baseados somente na certificação ^distribuições baseadas apenas na certificação |              |         |

## Histórico de lançamento
| País           | Data                | Formato             | Gravadora         |
| -------------- | ------------------- | ------------------- | ----------------- |
| Austrália      | 23 de maio de 2014  | CD download digital | Chase, Cash Money |
| Estados Unidos | 27 de março de 2014 | CD download digital | Chase, Cash Money |
| Japão          | 18 de junho de 2014 | CD CD+ DVD          | Chase, Cash Money |